# Kính viễn vọng hình cầu khẩu độ 500 mét
Kính viễn vọng hình cầu khẩu độ 500 mét (tiếng Trung: 五百米口径球面射电望远镜; tiếng Anh: Five-hundred-meter Aperture Spherical radio Telescope, viết tắt FAST), còn gọi Thiên Nhãn (天眼), là một kính viễn vọng vô tuyến được xây dựng nằm trong lưu vực tự nhiên Đại Oa Đáng (大窝凼洼地), ở huyện Bình Đường, tỉnh Quý Châu, phía tây nam Trung Quốc. Theo kế hoạch tháng 6 năm 2011, công tác xây dựng sẽ được hoàn thành vào tháng 9 năm 2016.. Nó sẽ là kính viễn vọng vô tuyến lớn nhất và nhạy nhất của thế giới và nhạy hơn gấp ba lần so với Đài quan sát Arecibo. Công trình này sẽ có với chi phí 700 triệu nhân dân tệ (khoảng 110 triệu đô la Mỹ vào thời điểm đó).